# Gironimo Tomasi
Pour les articles homonymes, voir Tomasi.
Gironimo Tomasi (Urbino, en Italie, ? - Lyon, 1602) est un peintre sur majolique italien ayant surtout produit des œuvres à Lyon durant la seconde moitié du XVIe siècle.

## Biographie
Originaire d'Urbino, Gironimo Tomasi a probablement été formé dans l'atelier des Fontana. Il a certainement joué un grand rôle dans la production historiée et décorée à grotesques de cet atelier. Il a travaillé sous la direction d'Orazio jusqu'en 1571, puis de son neveu Flaminio. Cet atelier travailla notamment pour la cour de François Ier de Médicis.

## Style
Tomasi se détache progressivement du style de l'atelier de Fontana à partir des années 1560-1570 quand il produit en France. Il s'inspire à plusieurs reprises des gravures de Bernard Salomon, « qu'il transpose avec brio sur des plats d'apparat, dans un style expressionniste qui lui est caractéristique, à l'exemple du plat Le roi Salomon portant les armoiries de la famille Schäuffelin ».

## Corpus d’œuvres
Tomasi est le seul peintre faïencier du XVIe siècle travaillant en France à avoir laissé sa signature. L'étude de ses œuvres a permis de mieux connaître les istoriati lyonnais de la fin du siècle.

### Aaron rivalisant avec Pharaon
Ce plat réalisé à Lyon est le premier retrouvé où l'auteur signe ses œuvres. Il porte au verso « G.T.V.F. 1582 leon », interprété par les spécialistes comme étant les initiales du peintre : G[ironimo] T[omasi] V[rbino] F[ecit]. 

## Galerie

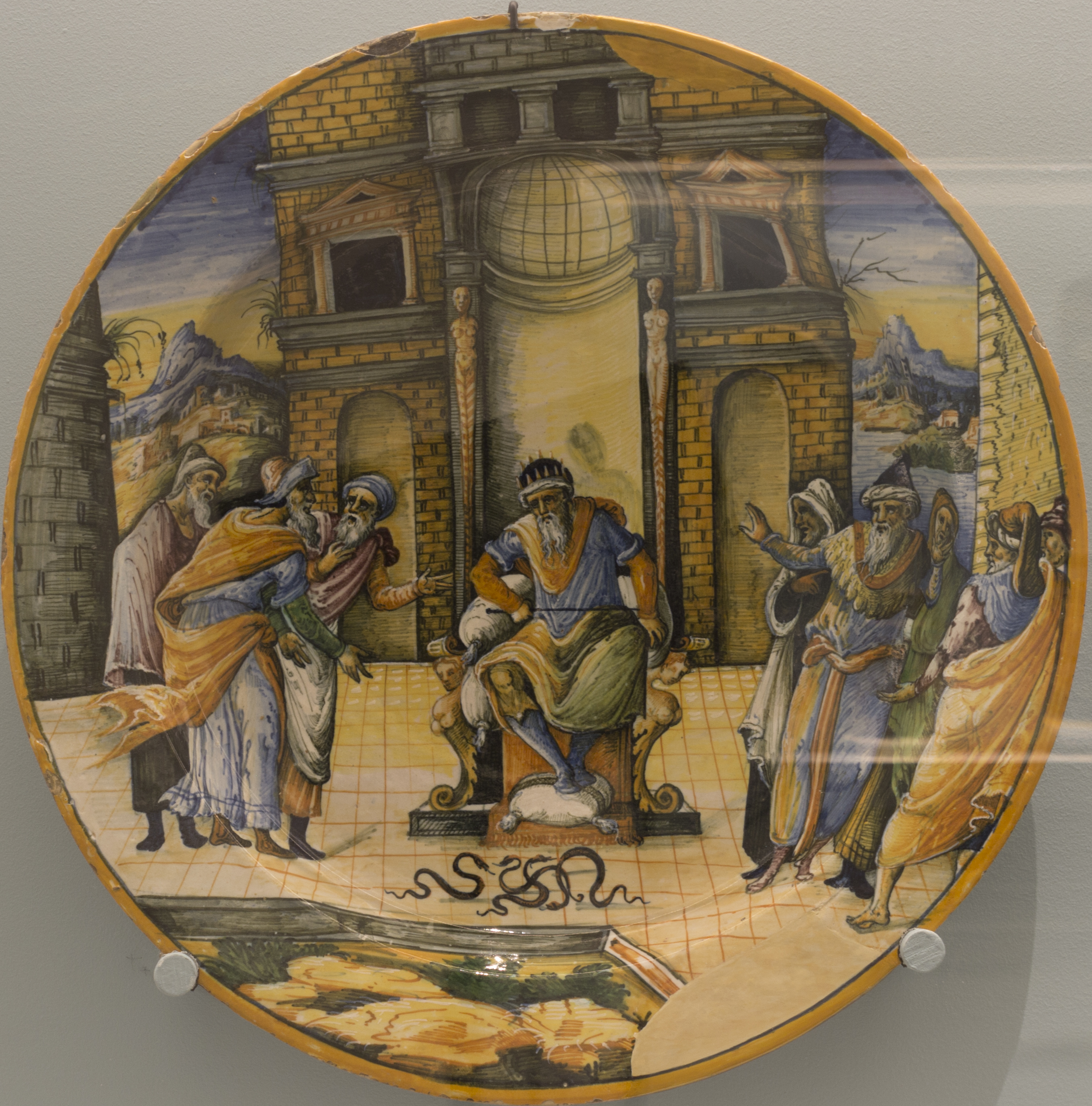
Plat, Gironimo Tomasi - Aaron changeant son bâton en serpent devant Pharaon (Lyon, majolique, 1582)
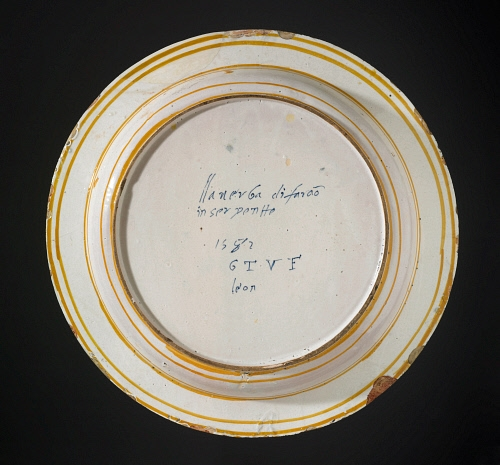
Plat en faïence, Gironimo Tomasi - Le bâton d'Aaron changé en serpent. 1582. Londres, British Museum, BEP 1959.0401.1
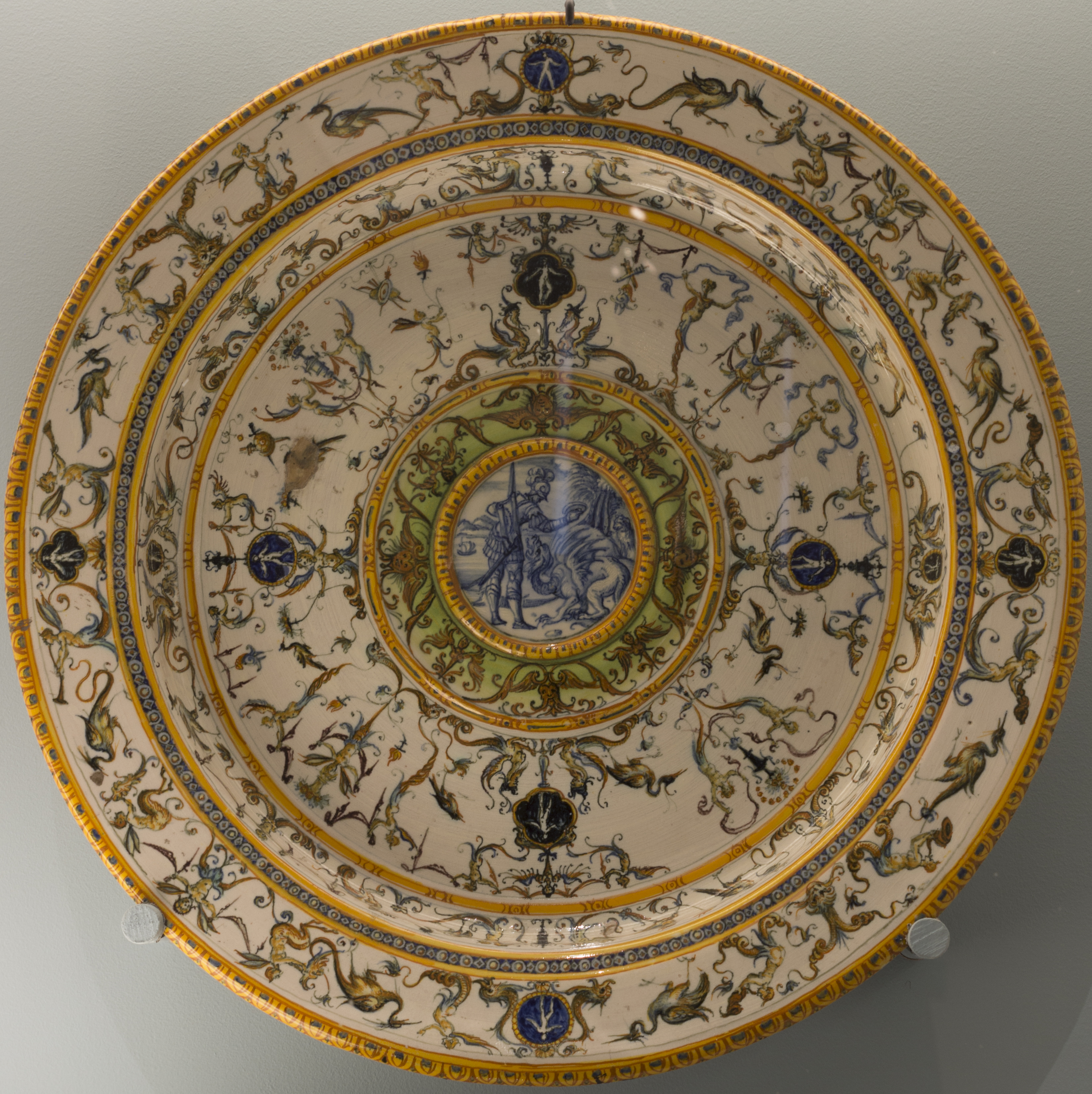
Bassin, Gironimo Tomasi - Jason et le dragon (Majolique, 1565-1575)
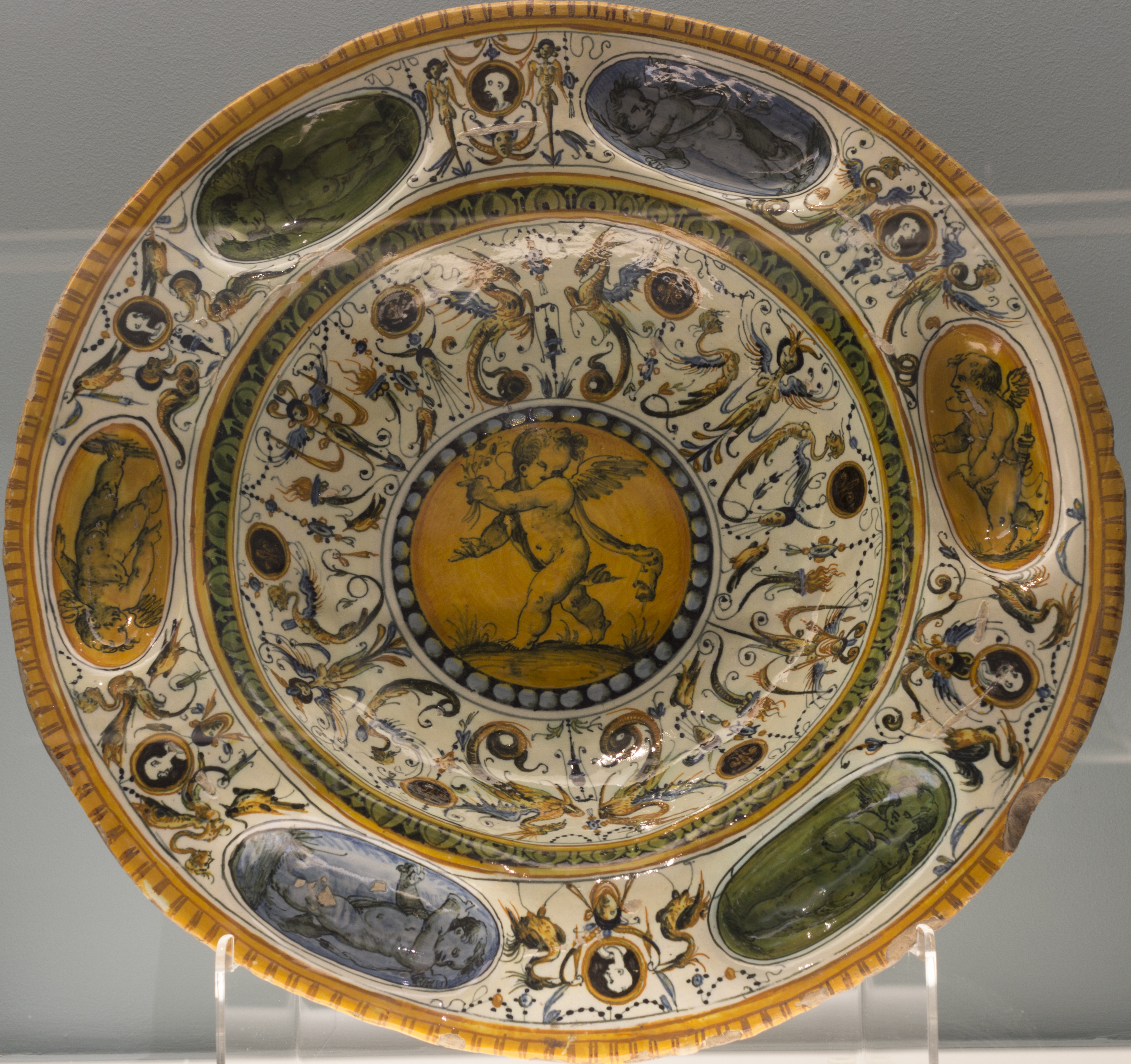
Plat, Gironimo Tomasi - Putti et grotesques (Lyon, majolique, 1583)
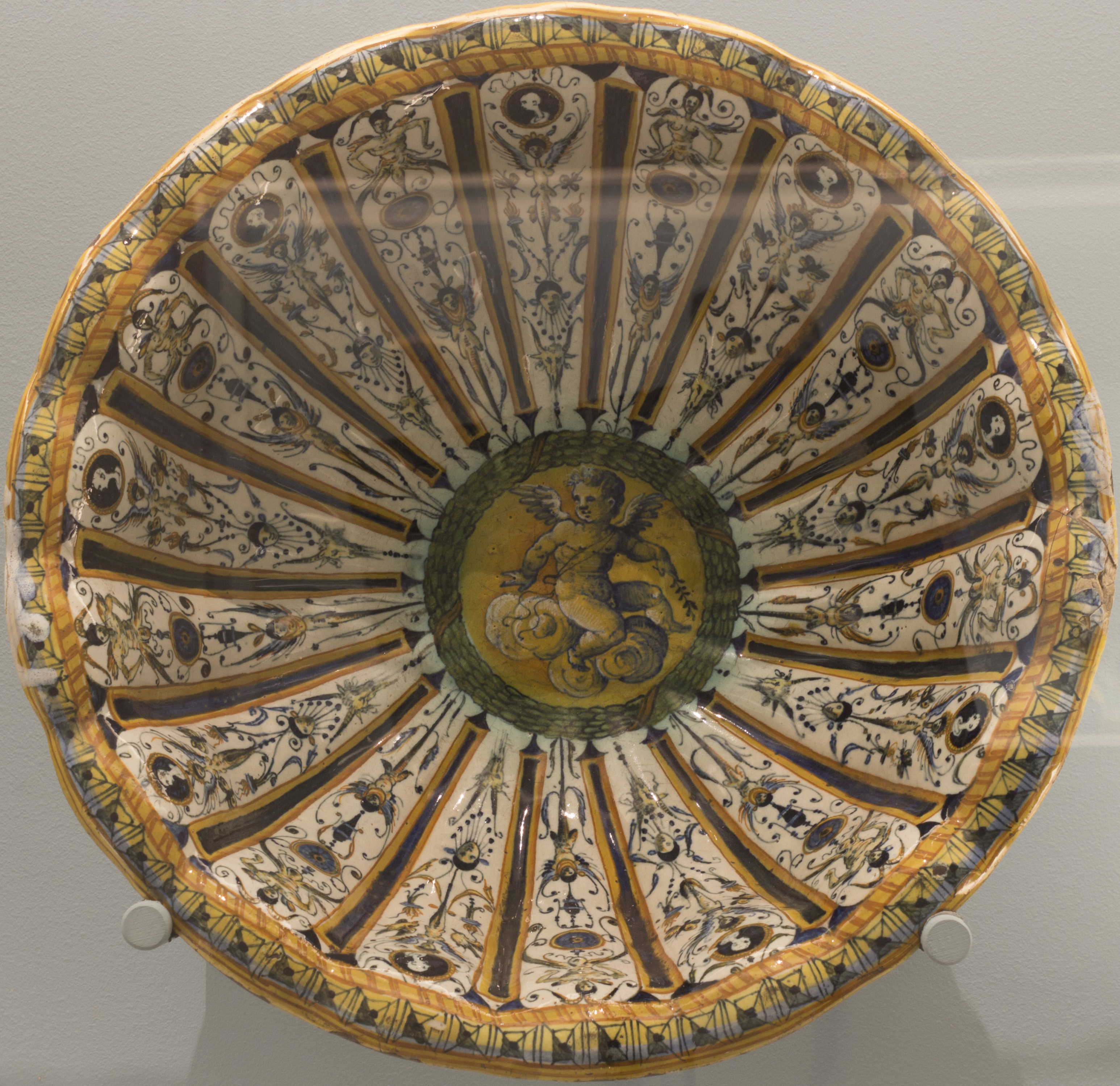
Saladier, Gironimo Tomasi - Putto et grotesques (Lyon, majolique, 1584)
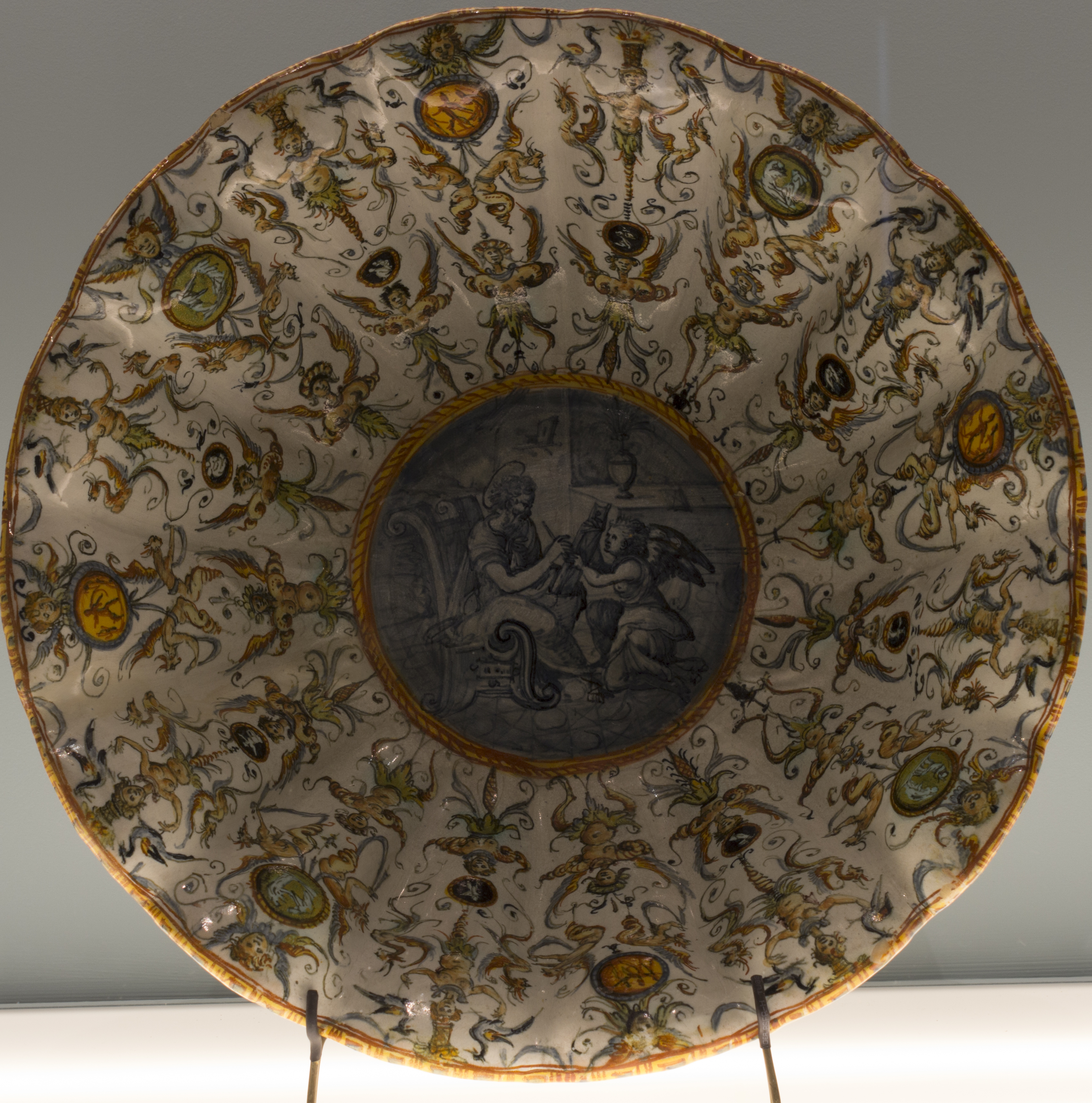
Saladier godronné avec saint Mathieu évangéliste, à décor a raffaellesche rayonnant, Gironimo Tomasi (Majolique, 1585)
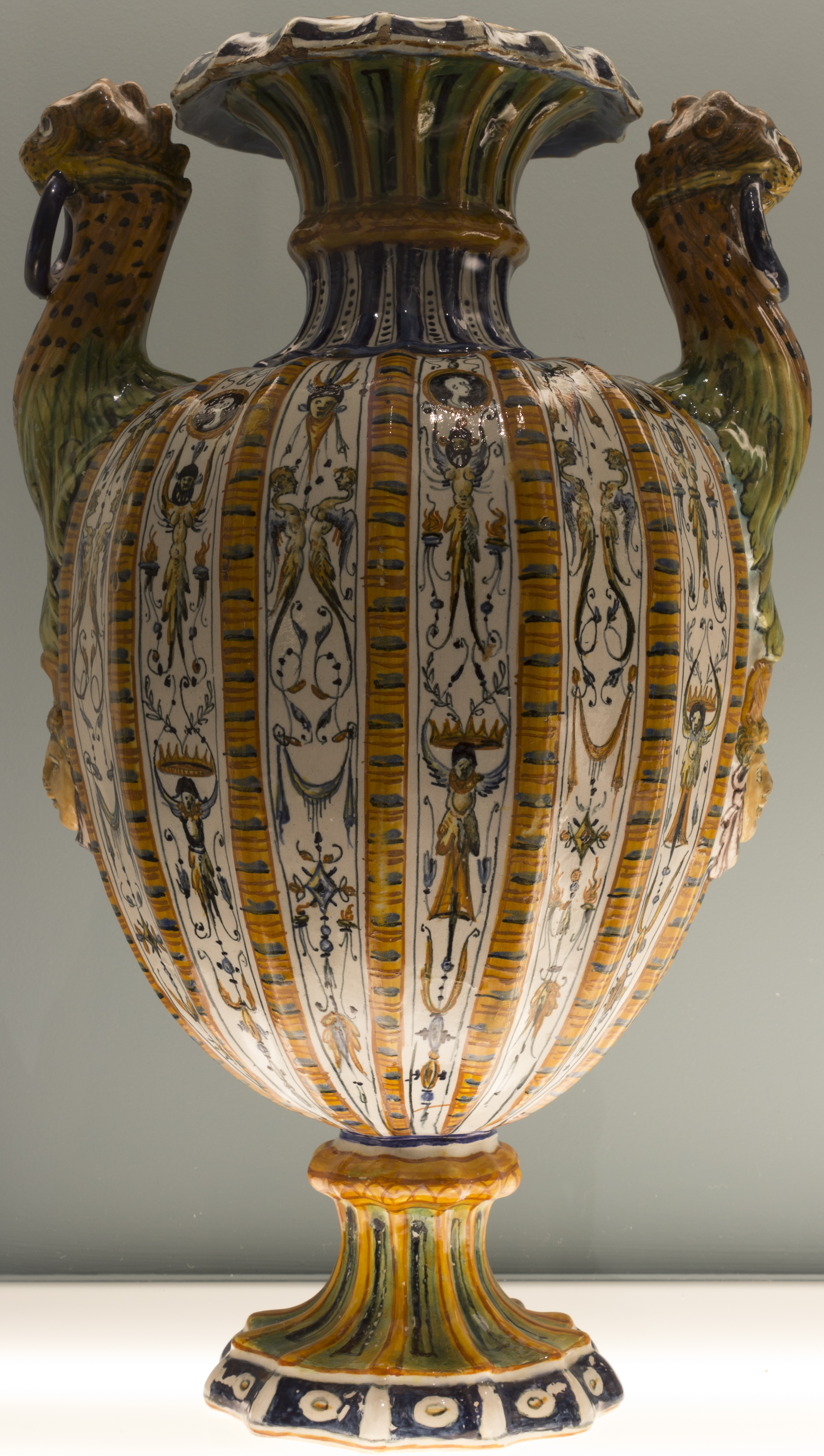
Vase godronné à décor de grotesques et anses en protomés de félins, Gironimo Tomasi (Majolique, 1582)